# The Dial

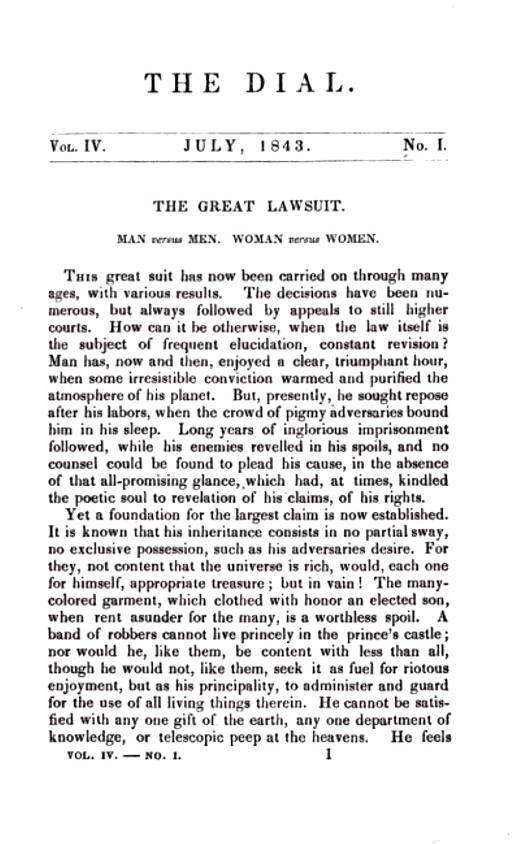
Número de julio de 1843 de The Dial, incorporando un artículo de Margaret Fuller: "The Great Lawsuit" ("El gran litigio", sobre el papel de la mujer en el .)

The Dial fue una revista literaria estadounidense publicada intermitentemente desde 1840 hasta 1929. En su primera forma, desde 1840 hasta 1844, fue considerada la plataforma principal de los escritores trascendentalistas. En la década de 1880 fue readaptada como revista política. De 1920 a 1929 sirvió de importante vehículo a la literatura modernista en inglés.
En la revista publicaron obras escritores y poetas de la categoría de Sherwood Anderson, Djuna Barnes, William Carlos Williams, Hart Crane, E. E. Cummings, Charles Demuth, Jalil Gibrán, Gaston Lachaise, Amy Lowell, Marianne Moore, Ezra Pound, Odilon Redon, Bertrand Russell, Carl Sandburg, Van Wyck Brooks, W. B. Yeats. Y artistas plásticos como Vincent van Gogh, Renoir, Henri Matisse, Odilon Redon, Oskar Kokoschka, Constantin Brâncuși, Edvard Munch, Georgia O'Keeffe, Joseph Stella, etc. La revista informó también de la vida cultural de las capitales europeas, mediante reseñas de autores como T. S. Eliot de Londres, John Eglinton de Dublín, Ezra Pound de París, Thomas Mann de Alemania y Hugo von Hofmannsthal de Viena.

## Premio 'The Dial'
En 1921, los editores Thayer y Watson anunciaron la creación del Dial Award, que dotaba con 2000 dólares a uno de los colaboradores, en reconocimiento a su "servicio a las letras", con la esperanza de «proporcionar al artista el ocio a través del cual poder servir a Dios (o al diablo) de acuerdo con sus propias luces». Se concedieron en total ocho premios:
- 1921. Sherwood Anderson
- 1922. T. S. Eliot
- 1923. Van Wyck Brooks
- 1924. Marianne Moore
- 1925. E. E. Cummings
- 1926. William Carlos Williams
- 1927. Ezra Pound
- 1928. Kenneth Burke